# Madresfield
Madresfield – wieś w Anglii, w hrabstwie Worcestershire, w dystrykcie Malvern Hills. Leży 9 km na południowy zachód od miasta Worcester i 164 km na północny zachód od Londynu.